# Austrolaenilla setobarba
Austrolaenilla setobarba är en ringmaskart som först beskrevs av Monro 1930.  Austrolaenilla setobarba ingår i släktet Austrolaenilla och familjen Polynoidae. Inga underarter finns listade i Catalogue of Life.